# 박지상
박지상(朴志相, 1975년 5월 19일 ~ )은 전 KBO 리그 한화 이글스의 외야수이다.

## 출신학교
- 세광고등학교